# Secusio monteironis
Secusio monteironis es una polilla del género Secusio, subfamilia Arctiinae.
 Fue descrita por Rothschild en 1933. Se encuentra en Angola y Mozambique.